# Breitscheid (Ratingen)
Breitscheid ist der nördlichste Stadtteil der Stadt Ratingen im Kreis Mettmann mit 4.937 Einwohnern (Stand Dezember 2021). Der Stadtteil ist vor allem bekannt für das Autobahnkreuz Breitscheid.

## Geschichte
In den hochmittelalterlichen Töpfereien von Breitscheid und der unmittelbar benachbarten Ortschaft Lintorf wurde die reduziert gebrannte „Breitscheider Irdenware“ aus dem am Ort anstehenden und noch bis in das 20. Jh. abgebauten tertiären Ton hergestellt. Die vielfältigen Produkte wurden innerhalb der Region zwischen Rhein und Ruhr weiter verbreitet.
Es handelt sich um eine bedeutende Töpferregion im hochmittelalterlichen Rheinland. Neben qualitätsvoller Gebrauchskeramik für die Vorratshaltung, die Küche sowie Trink- und Schankgeschirre wurde auch Baukeramik in Form von Boden- und Ofenkacheln produziert. Über die durch die mittelalterliche Breitscheider Gemarkung führende „alte Kölner Landstrasse“ und den zentralen Marktort Duisburg, gelangten Produkte dieser Werkstätten über den Rheinhandel auch nach Zons, Köln, das Kloster Villich bei Bonn und in nördliche Richtung vermutlich auch bis an den Stahlhof in London.

Die älteste urkundliche Erwähnung des Töpfergewerbes in Ratingen-Breitscheid findet sich im „Urbar E“ aus der Zeit um 1150 im Urkundenbestand der Reichsabtei Essen-Werden. Es werden darin Abgaben von Gefäßkeramik an den Cellarius der Abtei dokumentiert.  

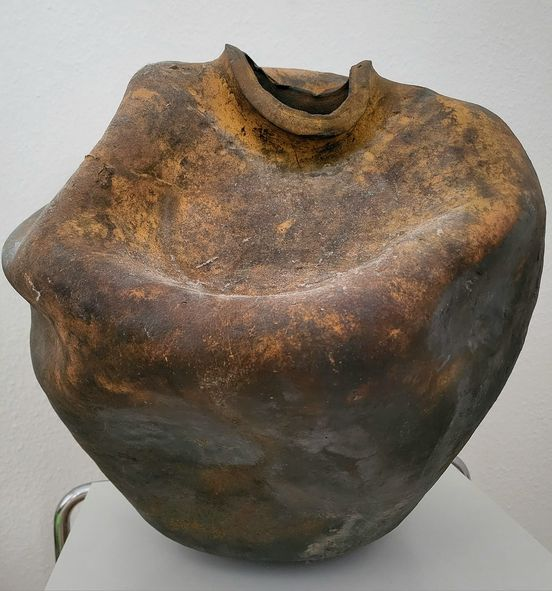

Für das Jahr 1362 finden sich zudem zwei Erwähnungen von Abgaben an die Abtei aus Anlass des Todes des Töpfers Gerhardi tho Linepe:
- 8. Juni 1362: item eadem feria 4 de morte Gerhardi des uleneres tho Linepe, 3 mr leves valentes, 4 scuta antiqua, et 2 albos grossos

.... des Weiteren vier Tage nach Pfingsten bezüglich des Todes des Töpfers Gerhard zu Linnep 3 Mark leichten Wertes, 4 alte Scudi und 2 große Albus
- 15. Juni 1362: in vigilia venerabilis sacramenti de morte Gerhardi des uleneres tho Lynepe, 3 mr leves valentes, 21 solidi tremoniensis.

.... in der Nacht des heiligen Sakramentes bezüglich des Todes des Töpfers Gerhard zu Linnep (erhalten) 3 Mark leichten Wertes und 21 Dortmunder Solidi

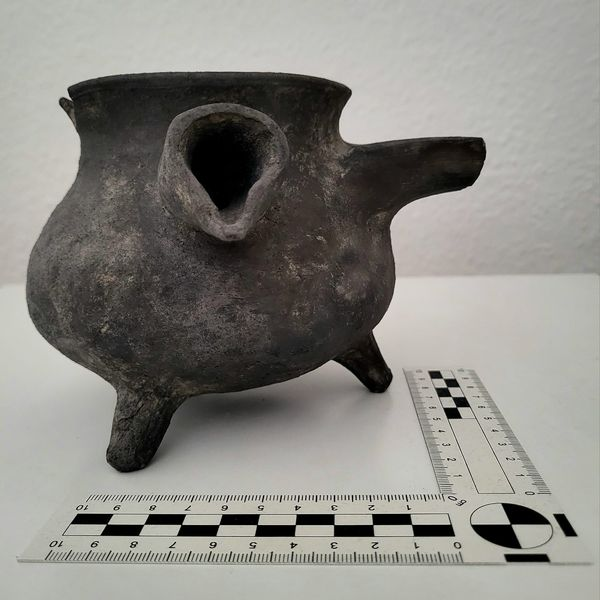
Dreibeinige Stielkanne des 13. Jhs. Bodenfund aus Ratingen-Breitscheid

Nach der erfolgten umfassenden Publikation im Jahr 2003 wurde die bedeutende Scherbenhalde in der Flur „am Geist“ durch Raubgrabungen vollkommen zerstört. Wichtige Sammlungsbestände von Produktionsbelegen der „Breitscheider Irdenware“ befinden sich im Besitz des Rheinischen Landesmuseums in Bonn, im Stadtmuseum Ratingen und in privater Hand. 
Neben den im Mittelalter im gesamten Rheinland üblichen „Kugeltöpfen“ in unterschiedlichen Formaten, zeichnet sich die Töpfertradition der „Breitscheider Irdenware“ insbesondere durch die  Herstellung großformatiger bauchiger Vorratsgefäße mit und ohne Standhilfe und einer Höhe bis zu 55 cm sowie ein reichhaltiges Repertoire von Trinkgeschirren (Krüge, Kannen, Becher, Pokale) aus. 
Außergewöhnliche Nachweise mittelalterlicher Rheinischer Gebrauchskeramik aus Ratingen-Breitscheid sind tönerne Deckel. Ein eigenständiges Produkt sind  großformatige offene Schalen mit Außen umlegter Tonwulst zur Stabilisierung des Gefäßkörpers. Die Keramikproduktion, die sich von Ratingen-Breitscheid ausgehend bis Ratingen-Lintorf erstreckte, zeichnet sich durch einen weit überdurchschnittlichen Reichtum an Verzierungen und Dekoren aus. 
Die Sicherung und Überwachung der umfangreichen Keramikproduktion unmittelbar an den Lagerstätten der Tonvorkommen auf Duisburger Reichsgutbesitz bei Breitscheid wird den ortsansässigen adligen Herren von Linnep zugekommen sein, die unter anderen auch Mitglieder des Domkapitels zu Köln gestellt haben. Vor diesem Hintergrund erklären sich wohl auch die Fundbelege „Breitscheider Irdenware“ in den Befunden des gotischen Dombaus zu Köln.
Nach dem Bau der Burg Landsberg durch die Grafen von Berg wurde die Honnschaft Breitscheid ab etwa 1295 Teil des Unteramtes Landsberg im alten bergischen Amt Angermund, zusammen mit den Honnschaften Mintard und Laupendahl. In der französischen Zeit unter Napoleon (1806–1814) gehörte das Gebiet zur Mairie Eckamp im Kanton Ratingen, nach der preußischen Übernahme 1815 gehörten Breitscheid und Selbeck zur Bürgermeisterei Mintard. Durch die Rheinische Gemeindeordnung von 1845 erhielt Breitscheid-Selbeck den Status einer Landgemeinde in der Bürgermeisterei Mintard im Landkreis Düsseldorf.
Bei der kommunalen Neugliederung am 29. Juli 1929 wurde der Ortsteil Selbeck der Landgemeinde Breitscheid-Selbeck nach Mülheim an der Ruhr eingemeindet. Die nunmehr nur noch Breitscheid genannte Gemeinde gehörte seitdem zum Amt Ratingen-Land (später Amt Angerland) im Kreis Düsseldorf-Mettmann.
Das Essener Lager wurde 1943 angelegt.
Am 1. Januar 1975 wurde die Gemeinde Breitscheid aufgelöst. Die kreisfreie Stadt Mülheim an der Ruhr erhielt eine Fläche von 2,30 km², auf der damals 50 Einwohner lebten (§ 11 Düsseldorf-Gesetz). Der Hauptteil (14,35 km² mit 3823 Einwohnern) wurde nach Ratingen umgegliedert.

## Religionen

### Katholische Kirchengemeinde St. Anna Ratingen-Lintorf
Im Spätmittelalter wurde Breitscheid von Kaiserswerth und Werden aus missioniert und gehörte zunächst zur Gemeinde St. Laurentius in Mintard. Gegen Ende des 19. Jahrhunderts wurde im Ortsteil Selbeck die Filialkirche St. Theresia errichtet, die im Jahr 1927 unabhängig wurde und für das Gebiet der Zivilgemeinde Breitscheid-Selbeck zuständig war und es auch nach der kommunalen Neugliederung 1929 blieb. Mit Gründung des Ruhrbistums 1957 wurde der Bereich auf Selbecker Gebiet diesem zugeordnet, der Breitscheider Teil verblieb im Erzbistum Köln. Die am 1. Januar 1958 neugegründete Pfarrei hieß zunächst nach dem heiligen Papst St. Pius X., wurde aber in den 60er Jahren in St. Christophorus, dem Schutzheiligen der Reisenden, Pilger und Autofahrer umbenannt, da die geplante neue Pfarrkirche ursprünglich auch als Autobahnkirche geplant war. Diese wurde 1976 eingeweiht. Zum Jahresbeginn 2009 verlor die Pfarrei ihre Eigenständigkeit wieder und wurde zusammen mit den Pfarreien St. Bartholomäus in Hösel und St. Johannes im Lintorfer Norden in die Pfarrei St. Anna in Lintorf eingegliedert.

### Evangelische Kirchengemeinde Linnep
Die evangelische Kirchengemeinde entstand Mitte des 17. Jahrhunderts und umfasst das Gebiet der Mülheimer Stadtteile Selbeck und Mintard und des Ratinger Stadtteils Breitscheid. Die reformierten Christen versammelten sich zunächst im Schloss Linnep, dem Wohnsitz ihres Schutzherrn, bis 1684 die ersten Gottesdienste in der eigenen Waldkirche Linnep auf einem Grundstück nahe dem Schloss, das der damalige Schlossherr Freiherr Vincent Schott von Isselstein der Gemeinde schenkte, gefeiert werden konnten. Nach dem Zweiten Weltkrieg wuchs die Gemeinde deutlich und errichtete ein Gemeindezentrum in Breitscheid.

## Sehenswürdigkeiten

### Schloss Landsberg
Auf Breitscheider Gebiet an der Grenze zu Essen-Kettwig befindet sich Schloss Landsberg, ein im 13. Jahrhundert für Adolf V. von Berg erbautes Schloss am Fuße des Ruhrtals. Das Schloss beherbergt heute ein Konferenzzentrum der Thyssen-Krupp AG; es kann jedoch von den umgebenden öffentlich zugänglichen Parkanlagen aus von außen besichtigt werden.

### Schloss Linnep

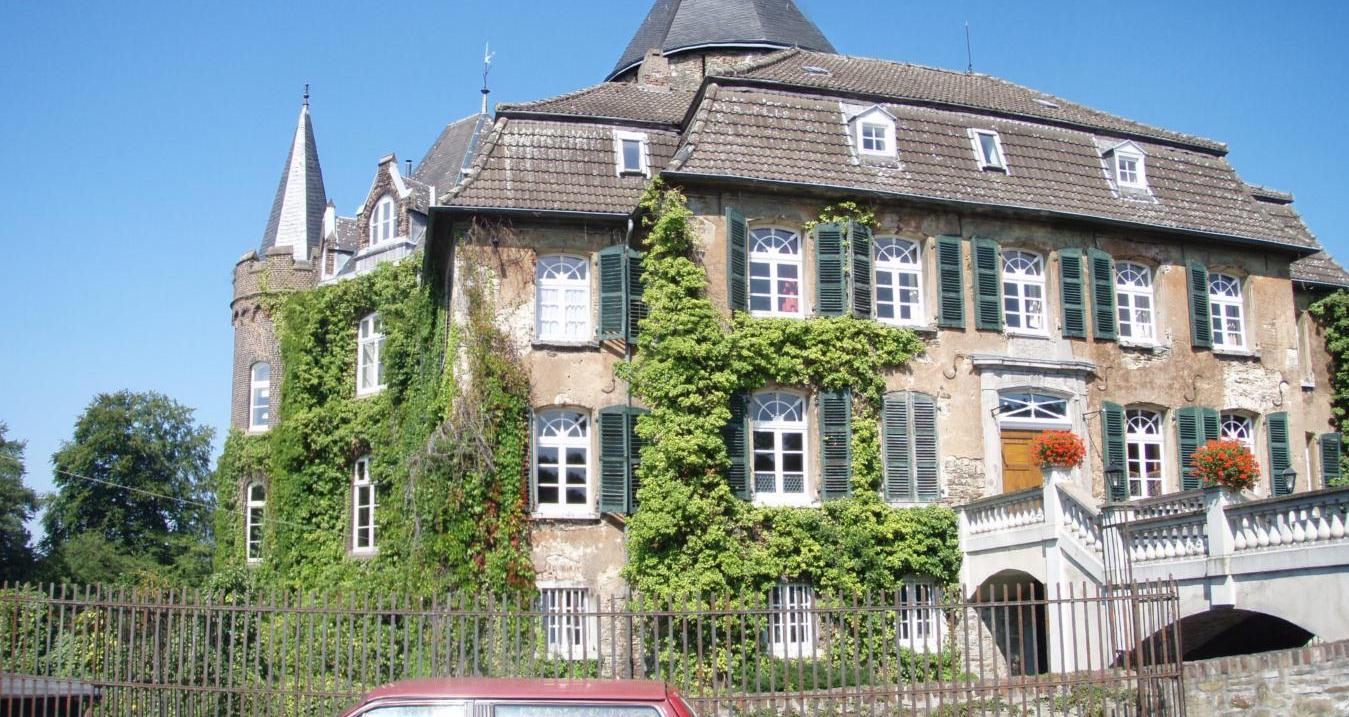
Schloss Linnep

In Breitscheid befindet sich auch Schloss Linnep, zusammen mit der Waldkirche Linnep. Das Wasserschloss wurde urkundlich bereits im 11. Jahrhundert als Rittersitz erwähnt. Heute wird es privat bewohnt und kann nur von außen besichtigt werden.

## Ansässige Unternehmen
Die DRK-Blutspendedienst West gGmbH hat ihren Sitz in Breitscheid und unterhält hier eins ihrer drei Zentren für Transfusionsmedizin (die anderen beiden Zentren befinden sich in Münster und Hagen).
Von 1967 bis 1992 bestand der Miniaturpark Minidomm und galt als eine europaweit bekannte touristische Attraktion des Rheinlandes. Auf einem Areal von ca. 80.000 m² befanden sich ca. 120 Modelle verschiedener Bauwerke im Maßstab 1:25 im Gesamtwert von damals mehr als 35 Mio. DM, angeschlossen war zeitweilig ein in der Region bekanntes Autokino.